# Pseudasthenes patagonica
El canastero patagónico (Pseudasthenes patagonica), también denominado canastero de garganta negra o canastero patagón, es una especie de ave paseriforme de la familia Furnariidae anteriormente situada en el género Asthenes. Habita en el sur de América del Sur, siendo endémica de Argentina.

## Distribución y hábitat

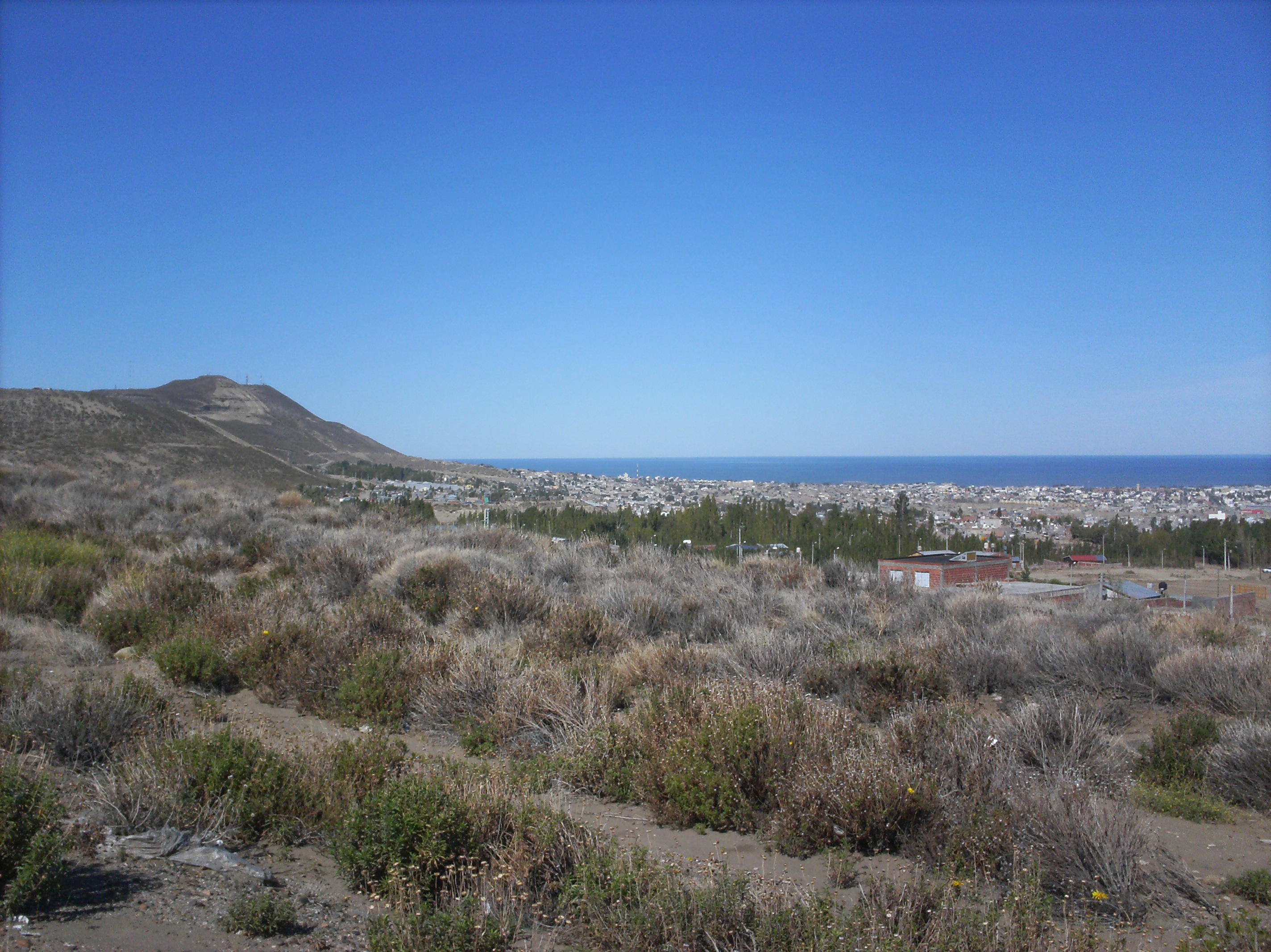
Ejemplo de hábitat de esta especie, en los alrededores de Comodoro Rivadavia, provincia de Chubut, Argentina, distrito fitogeográfico del golfo San Jorge de la provincia fitogeográfica patagónica.

Es encuentra principalmente la Patagonia Argentina. Se distribuye de manera endémica en el centro-sur de Argentina, desde la provincia de San Juan hasta la Santa Cruz. En la distribución de esta especie destaca la provincia de Chubut, donde se encuentra en zonas arbustivas áridas, de baja altitud, tanto de tierra adentro como en las planicies costeras.
Sus hábitats naturales son matorrales dispersos de mesetas áridas de las provincias fitogeográficas patagónica y del monte.

## Descripción
Mide 15 cm de longitud. El pico es más corto que otras especies del género; sobre el ojo presenta una ceja pálida. Tiene corona y dorso amarronados con rayas gris pálido. La garganta es negra con punteado de blanco. Es pálido por debajo, aunque el vientre presenta tonos canelas. La cola es larga, negra con el vexilo externo de las plumas del borde exterior de color rufo. También es separable por su canto, un agudo trino de solo un tono.

## Sistemática

### Descripción original
La especie P. patagonica fue descrita por primera vez por el naturalista francés Alcide d'Orbigny en 1839 bajo el nombre científico Synallaxis patagonica; la localidad tipo es: «Río Negro, Patagonia, Argentina».

### Etimología
El nombre genérico femenino «Pseudasthenes» se compone de las palabras del griego « ψευδος pseudos»: falso, y del género Asthenes «ασθενης asthenēs, que por su vez significa insignificante, sin importancia; denotando la semejanza física entre los dos géneros, pero al mismo tiempo destacando que no son parientes cercanos;  y el nombre de la especie «patagonica», se refiere a la localidad tipo: la Patagonia.

### Taxonomía
Anteriormente se la clasificaba dentro del género Asthenes pero estudios recientes de genética molecular sugieren que, junto con otras tres especies, ( A. humicola, A. steinbachi y A. cactorum), estaban realmente más próximas a un grupo de géneros consistentes de Pseudoseisura, Xenerpestes, etc., y nombraron un nuevo género, Pseudasthenes, para esas cuatro especies. Es monotípica.